# Zuni
Zuñi, indijansko pleme iz ameriške zvezne države Nova Mehika, naseljeno na območju rezervata Zuñi v okrožju McKinley. Po kulturi in običajih se Zuñi ne razlikujejo od drugih pueblo plemen. Obdelava zemlje s koruzo kot glavno kulturo je značilna za to območje. Dolino reke Zuñi naseljujejo vsaj 1.500 let, možno je, da so neposredni potomci starega ljudstva Anasazi. Območje, ki so ga nekoč zasedali, je velikosti današnje države Rhode Island. Leta 1539 jih je odkril Esteban, črni izvidnik konkvistadorja Marcosa de Nize.

## Ime
Ime izvira iz jezika Keres, ki so jih imenovali Sünyyitsi ali Su'nyitsa, vendar pomen ni znan. Cushing meni, da izraz izvira iz imena Indijancev Cochití Suinyi, kar bi pomenilo “ljudje z dolgimi nohti”, in se je nanašalo na njihove vidce, ki so imeli nekatere nohte zelo dolge. Sami sebe imenujejo A:shiwi, kar pomeni 'meso' ali oznaka 'mesa ali telo'. Pleme ima tudi sveto ime Tâa Ashiwani, kar pomeni 'ljudstvo koruze' 'corn people'.

## Hiše
Njihove hiše so imele ravno streho, bile so kamnite ali iz opeke (adobe). Te pueblo-hiše so imele tudi po več nadstropij (2-6). Vrata in okna v prvih nadstropjih niso bila uporabljena (verjetno zaradi zaščite pred roparskimi tolpami, kot so bili Apači). V zgornja nadstropja se je šlo po lesenih lestvah, ki so jih potegnili za seboj.

## Vasi
- Halona [??] (izumrlo), na obeh bregovih reke Zuñi in nasproti Zuñi Puebla.
- Hampasawan (izumrlo), 6 milj zahodno od Zuñi Puebla.
- Hawikuh (izumrlo), 15 milj jugozahodno od Zuñi Pueblo, blizu poletnega naselja Ojo Caliente.
- Heshokta (izumrlo), na mizi približno 5 milj severozahodno od Zuñi Pueblo.
- [eshota Ayathltona (izumrlo), na vrhu Taaiyalana (ali Seed Mountain), običajno imenovano Thunder Mountain, približno 4 milje jugovzhodno od Zuñi Pueblo.
- Heshota Hluptsina (izumrlo), med "prehodom" in poletnim pueblom Pescado, 7 milj vzhodno od Zuñi Pueblo.
- Heshota Imkoskwin (izumrlo), pri Tawyakwinu ali Nutrii.
- Heshotapathltaie ali Kintyel, na Leroux Wash, približno 23 milj severno od postaje Navaho, na železnici Atchison, Topeka in Santa Fé, Ariz.
- Heshota Uhla (izumrlo), mesa na reki Zuñi, približno 5 milj zahodno od poletne vasi Ojo Pescado ali Heshotatsina.
- Kechipauan (izumrlo), na mizi vzhodno od Ojo Caliente ali Kyapkwainakwin, 15 milj jugozahodno od Zuñi Pueblo.
- Kiakima (izumrlo), na Thunder Mountain, 4 milje jugovzhodno od Zuñi Pueblo.
- Kwakina (izumrlo), 7 milj jugozahodno od Zuñi Pueblo.
- Kwakinawan (izumrlo), jugo-jugovzhodno od Thunder Mountain, leži 4 milje vzhodno od Zuñi Pueblo.
- Matsaki (izumrlo), pri Thunder Mountain in 3 milje vzhodno od Zuñi Pueblo.
- Nutria, 23 milj severovzhodno od Zuñi Pueblo.
- Ojo Caliente, približno 14 milj jugozahodno od Zuñi Puebla.
- Pescado, približno 15 milj vzhodno od Zuñi Pueblo.
- Pinawan (izumrlo), približno 1 1/2 milje jugozahodno od Zuñi Pueblo, na poti do Ojo Caliente.
- Shopakia (izumrlo), 5 milj severno od Zuñi Pueblo.
- Wimian (izumrlo), 11 milj severno od Zuñi Pueblo.

## Življenje, običaji in družba
Zuñi so organizirani v 13 matrilinearnih klanov, vendar so njihovi starešine moški. Obdelava zemlje je prav tako moško delo. Košarkarstvo in lončarstvo sta delo za ženske.Vsako zemljišče, ki bi ostalo neobdelano (po Kaj Birket-Smithu), bi lahko zasadil kdorkoli drug. Po istem avtorju pri Zunijih nobena stvar nima stalne cene. Ta se ravna po zmožnostih kupca, gleda pa se le, da se stvar resnično izkoristi ali uporabi. Zuni so prav tako kot Hopiji, zelo miroljubni in globoko religiozni ljudje, s kompleksno ceremonialno organizacijo. Moški pogosto nosijo maske in kostume, v katerih predstavljajo bogove ali duhove, znane kot katcinas ali kachinas.
Konec novembra ali v začetku decembra Indijanci prirejajo 'Shalako Festival', to je njihova najpomembnejša slovesnost, Shalako pa je gigantska kachina. Uprava Zunijev (nastala pod vplivom Špancev) je sestavljena iz guvernerja, ki nosi naziv 'tapupu' in namestnika guvernerja 'Tsipalaa-shiwanni', nadalje šestih dežnih duhovnikov 'Ashiwanni' ali 'rain-priests', dveh vojnih poglavarjev, imenovanih 'Bow Chiefs', in 'poglavarice-starke' ("chief old-woman), ki se imenuje 'Shiwan-akya'. -Adam Clark Vroman, Korkokshi Kachinas (Rain Dancers for Good)

## Obrt
Zuni danes živijo od obrti in turizma. Ukvarjajo se z lončarstvom in še posebej z izdelavo nakita iz srebra. Delo s srebrom so se naučili od Špancev in Mehičanov in postali so dobro znani mojstri v tem poslu. Znaten del zaslužka Zunijev prihaja od prodaje srebrnega nakita turistom.

## Jezik
Zuni jezik se danes obravnava kot edini član istoimenske družine, (po nekaterih) del Velike družine (phylum) Penutian. Prej je bila družina Zunian razvrščena v Veliko nekdanjo družino Uto-Aztec-Tanoan, ki je bila sestavljena iz družin Zunian, Kiowan, Tanoan in Uto-azteški jeziki.

## Pueblo Zuni
Pueblo Zuni Indijancev na zahodu Nove Mehike, zgrajen okoli 1695. leta. Izvirnih sedem vasi Zuni se identificira z mitskimi 'Sedmimi mesti Cibole' ('Seven Cities of Cibola'), ki jih omenja Marcos de Niza. 1540. leta je Francisco Vásquez de Coronado napadel te vasi, misleč, da so ta mesta bogata z zlatom. S seboj je vodil 300 Špancev in 800 mehiških Indijancev (po Josipu Marohniću). Coronado ni našel zlata, je pa zato odkril Veliki kanjon, 1542. se je vrnil v Mehiko. Pueblo je bil zapuščen med uporom Pueblo ('Pueblo Revolt') 1680. Novi pueblo je bil zgrajen na istem mestu. Na rezervatu se nahaja 'A:shiwi A:wan Museum & Heritage Center'.

## Zgodovina

### Španci in Mehičani
Njihov izvor in zgodnja zgodovina sta neznana; njihova mitologija Zuñijev opisuje, da so se njihovi predniki pojavili iz podzemlja in se preselili na svoje sedanje bivališče. Ko so se v 16. stoletju (1582/1583) prvič srečali s Španci, so živeli v Hawikuhu in šestih drugih mestih. Ta so skupaj dobila ime Sedem mest Cibole. Današnji Pueblo je bil zgrajen na mestu stare Halone, enega takratnih mest Zuñijev. V tistem času je Zuñijev štelo več kot 3.000 pripadnikov.
Leta 1539 je podkralj Mehike, Antonio de Mendoza, poslal frančiškana Marcosa de Nizo na sever, da bi raziskal, ali so naselja Zuñijev legendarnih sedem mest Cibole. Med Španci so krožile govorice o vratih iz turkiza, ulicah, tlakovanih s srebrom, in legendarnem zlatem zakladu, kot je bil tisti Moctezume II. Marcos je mesece potoval z Mavrom Estebanom in njegovimi možmi skozi puščavo, ne da bi našel želeno zlato mesto. Estebanu se je godilo najslabše. Zuñiji so ga ubili, ker naj bi nadlegoval njihove ženske. Kljub temu so v sosednji Acomi postavili Estebanov kip, ki si ga je tam mogoče ogledati še danes.
Neuspeh Marcosove odprave Špancev ni odvrnil. Naslednje leto je Francisco Vásquez de Coronado opremil novo odpravo, v kateri je sodelovalo približno 400 ljudi, med njimi veliko razvpitih zlikovcev in pustolovcev iz Ciudad de Méxica. Koliko Indijancev je sodelovalo v odpravi, ni znano. Coronadova vojska je prehodila več kot 2.000 km proti severu in prišla skozi deželo Apačev do Pueblov Zuñijev. Osvojil je Hawikuh in moral spoznati, da nikakor ni šlo za iskano zlato mesto. Pri Rio Grande je Coronado srečal temnopoltega moškega (imenoval ga je "Turek"), ki mu je pripovedoval o ljudeh na vzhodu, v Kansasu, ki so bili tako bogati, da so si celo kanuje izdelovali iz zlata. Zato se je Coronado odpravil v Kansas. Pri današnjem Abileneu je končno dosegel Kansas, vendar ni našel zlata. "Turka" je na kratko ubil in se razočaran odpravil nazaj v Mehiko. V zgodovino se je zapisal kot Don Kihot Novega sveta.
Frančiškani so leta 1629 zgradili misijon v Hawikuhu. Prisotnost menihov je povzročila spore z Zuñiji in smrt dveh misijonarjev leta 1632. Zaradi strahu pred maščevanjem Špancev so Zuñiji pobegnili v utrjeno mesto Towayalane na strmi mizi v današnjih Corn Mountains jugovzhodno od Hawikuha. Navzven so Zuñiji sprejemali španske zakone, v resnici pa so sledili poti pasivnega odpora. Konec 17. stoletja so se napadi Apačev povečali in končno leta 1672 privedli do opustitve Hawikuha. Zuñiji so podprli upor Pueblo leta 1680, vendar so bili zaradi oddaljenosti od žarišč na Río Grande le obrobno vpleteni. Leta 1692 so pred vojsko Antonia de Vargasa ponovno pobegnili v Towayalane na meso, vendar jih je de Vargas prepričal, da se ponovno naselijo v Haloni. Tam je bila leta 1699 zgrajena nova cerkev.

### Odnos do sosednjih plemen
Kljub naraščajočim napadom Apačev (ti so Zuñije imenovali "Nashtizhé" ali "Nashtizhé'nde" – 'počrnjene obrvi') po vsem jugozahodu in globoko v Mehiko, katerim Zuñiji niso bili prihranjeni, so pogosto obstajali tudi mirni stiki z nekaterimi skupinami Apačev. Ker je dežela Zuñijev na poti v Dinetah, deželo Diné (Navajo),lag – ti so bili priljubljena tarča roparskih pohodov Chiricahua in drugih Apačev , so bili Zuñi pogosto, tako rekoč, mimogrede žrtev napadov Apačev, ki so prehajali skozi njihovo ozemlje. Za zahodne Apače so bili Zuñi, skupaj z Diné, najpomembnejši partnerji (poleg Hopijev in vzhodnih Pueblo), s katerimi so lahko trgovali s svojim blagom in plenom. Apači so ponujali ukradene konje, mule, osle, koze, govedo, nabrane želode, meskal, divje rastline ter krzna, puranje prsne peruti, vodne buče in košare. V zameno so Zuñi dajali iskano belo-modro Zuñi odeje, kaliko (preproste bombažne tkanine, potiskane s pogosto cvetličnimi vzorci po celotni površini), stare muškete in smodnik, železno kmetijsko orodje ter druge uporabne dobrine. S sosednjimi Hopiji so Zuñi vzdrževali napete odnose, ki so včasih prerasli v odprto sovražnost, vendar so se večinoma oba izolirana naroda združila v boju proti skupnim sovražnikom, Apačem in Diné.
Socialni psiholog Erich Fromm je v okviru svojega dela Anatomija človeške destruktivnosti na podlagi etnografskih zapisov analiziral 30 pred-državnih ljudstev glede njihove nagnjenosti k nasilju, med njimi tudi Zuñi. Na koncu jih je uvrstil med "življenjsko potrjujoče družbe", katerih kulture so značilne po izrazitem občutku skupnosti z veliko socialno enakostjo, prijazno vzgojo otrok, tolerantno spolno moralo in nizko nagnjenostjo k agresiji.

### Američani
30. oktobra 1846 so Zuñi prišli v stik s prvimi predstavniki Združenih držav Amerike, ko so se vojaške enote pod kapitanom Monroe M. Parsonom vračale z odprave v Dinetah proti Diné in obiskale bližnji pueblo Zuñijev, saj so nujno potrebovale hrano in zaloge. Dve leti pozneje, 2. februarja 1848, je bila podpisana "Pogodba iz Guadalupe Hidalga" med Združenimi državami in Mehiko, v kateri je morala Mehika odstopiti več kot polovico svojega ozemlja in Nova Mehika ter s tem plemensko ozemlje Zuñijev sta postala del ZDA.
8. avgusta 1850 so Zuñi v Santa Feju podpisali t.i. Pueblo pogodbo z "indijanskim komisarjem" (in med letoma 1850 in 1852 prvim guvernerjem) ozemlja Nova Mehika James S. Calhounom, v kateri jim je bila pogodbeno zagotovljena zaščita njihovega plemenskega ozemlja in njihova suverenost. 26. oktobra 1851 je major Electus Backus posredoval pri mirovni pogodbi med Diné (Navajo), Hopiji in Zuñi, v kateri je bilo določeno, da je Diné prepovedano napadati in ropati oba pueblo naroda.
Kljub mirovni pogodbi med tremi narodi so Združene države v naslednjih letih zaman poskušale zajeziti roparske pohode Diné in Apačev, da bi ameriškim in mehiškim kmetom omogočile naselitev. Med Ameriško državljansko vojno (1861 do 1865) je vlada v Washingtonu želela ohraniti odprte prometne in komunikacijske poti v in iz Kalifornije skozi Arizono in Novo Mehiko. Zato je bilo treba končati stalne roparske pohode in napade s strani Mescalero-Apačev in Diné. To je privedlo do t.i. Navajo vojne (1859–1864), pri čemer so že od leta 1860 ameriške čete skupaj z izvidniki sovražnih Ute, Zuñi, Hopi, drugih ljudstev Pueblo ter milice državljanov špansko-ameriških prebivalcev so redno izvajale napade in vpade v Dinetah. Leta 1862 je Kit Carson končno podredil izstradane Mescalere v devetmesečni kazenski odpravi in približno 500 pripadnikov plemena preselil v rezervat Bosque Redondo blizu Fort Sumnerja (Nova Mehika).
Poleti 1863 je bil polkovnik Kit Carson s strani vrhovnega poveljnika generala Jamesa Carletona pooblaščen, da tudi Diné preseli v rezervat Mescalero ob reki Pecos, tako da uniči gospodarske temelje Dinéjev. Carson je z 300 vojaki, okrepljenimi s pripadniki Ute, Hopi, Zuñi in ljudstev Pueblo, odšel v Dinetah in uničil sadovnjake, zaloge koruze, hogane, vodne vire in črede živine. 14. januarja 1864 se je začela dejanska kampanja. Kit Carson je Dinéjem dovolil, da se s svojo glavno vojaško silo zatečejo v Canyon de Chelly, ki so ga imeli za neosvojljivega. Toda na robovih soteske so Američani postavili topove in Diné so se po kratkem spopadu predali ter morali začeti zloglasni "Dolgi pohod" (Diné).
Med boji Zuñi niso služili le kot izvidniki ameriške vojske, temveč so, izkoriščajoč stisko svojih starih sovražnikov, poslali tudi lastne vojaške enote proti Dinéjem. Ko so se leta 1864 roparski pohodi Dinéjev proti Zuñijem končali (napadi Apačev so trajali do 1870-ih), so Zuñi celo nekaterim skupinam Dinéjev, s katerimi so bili prijateljsko povezani, ponudili zaščito pred ameriško vojsko in jih oskrbovali s hrano. 1. junija 1868 so poglavarji Dinéjev v Fort Summerju podpisali t.i. Treaty of Bosque Redondo, ki jim je dovoljeval živeti v današnjem rezervatu Navajo Nation (Diné Bikéyah / Naabeehó Bikéyah) znotraj Dinetaha. Nekatere družine Dinéjev so se naselile na plemenskem ozemlju Zuñijev in danes živijo kot t.i. Ramah Navajo v indijanskem rezervatu Ramah Navajo (Tlohchini – 'mesto divjih čebulic'), vzhodno in jugovzhodno od indijanskega rezervata Zuni.

## Prebivalstvo
Leta 1630. jih je bilo okoli 10.000; 2500 (1680), 664 (1760), 1617 (1788), 2716 (1797), 1470 (1805), 1530 (1871), 1547 (1889), 1667 (1910), 2080 (1937), 7758 (popis 2000)